# Abdollah Nouri
Abdollah Nouri (Isfahan, 1950) è un politico iraniano riformista, imprigionato dalle autorità iraniane dal 1999 al 2002.

## Biografia
Abdollah Nouri, al tempo, era il politico islamico più anziano ad essere condannato in carcere dalla rivoluzione del 1979.
Ayatollah Khomeini lo nominò suo rappresentante presso diverse organizzazioni, tra cui i pasdaran.
Ministro dell'interno nel governo di Hashemi Rafsanjani, è stato anche membro del parlamento.
Tra i riformisti più dichiarati, si schierò dalla parte dell'ayatollah Hossein-Ali Montazeri, agli arresti domiciliari per aver messo in discussione l'autorità dell'ayatollah Khamenei. Condannò la violenza poliziesca durante le proteste studentesche del luglio 1999.
Cacciato dal suo incarico di ministro degli Interni dal parlamento a maggioranza conservatrice, Khatami lo riportò immediatamente al suo gabinetto come vicepresidente.
Nel novembre 1999 viene condannato a cinque anni di carcere per gli articoli pubblicati sul giornale Khordad. Amnesty International ha definito il processo come "ingiusto" e Abdollah Nouri come "prigioniero di coscienza", e ha "invitato le autorità iraniane a rilasciarlo immediatamente e incondizionatamente e a garantire che riceva tutte le cure mediche necessarie in modo tempestivo ed efficace".
Viene scarcerato il 5 novembre 2002.
Nel 2012 propone di organizzare un referendum sul nucleare.
Il 17 dicembre 2022, durante le Proteste per la morte di Mahsa Amini, afferma: "La Repubblica Islamica ha raggiunto un vicolo cieco".